# チーム・HTC - ハイロード
チーム・HTC - ハイロード (Team HTC - Highroad) は、国際自転車競技連合 (UCI) の主催するUCIプロツアーに参加する自転車ロードレースのチームの一つである。チーム名称のうち、コロンビアはアメリカのアパレル企業のコロンビア・スポーツウェアのスポンサード（2008年のツール・ド・フランスより）、HTCは台湾の携帯電話・PDAメーカーのHTCのスポンサード（2009年のツール・ド・フランスより）を示している。
過去には1991年から2003年までドイツテレコムのスポンサードを受けて「Team Telekom」、2003年から2007年まではT-モバイルのスポンサードを受けて「T-Mobile-Team」という名称で戦っている。2007年から2008年6月までと2009年の一部でチーム運営会社のHigh Roadの名を冠していた時期もある。
2009年度はマーク・カヴェンディッシュのグランツール年間10勝を含む年間100勝オーバーを手にし、チーム部門での年間最多勝の座に輝いた。
2011年8月4日、同年シーズン限りでの解散が決まった。

## 機材
チーム・テレコム～T-モバイルの初期までは、ピナレロのフレームにカンパニョーロのコンポーネントを長らく使用していた。フレームはその後、ジャイアント、スコットと変更し、現在はスペシャライズドを使用。コンポーネントはフレームをジャイアントに変更して以降は、一貫してシマノのデュラエースを使用している。

## 2011年陣容
2011年2月7日更新
- ゼネラル・マネジャー - ボブ・ステイプルトン

| 選手名                           | 国籍             | 生年月日       | 前年所属チーム                   | 2012年移籍先                         |
| -------------------------------- | ---------------- | -------------- | -------------------------------- | ------------------------------------ |
| ミヒャエル・アルバジーニ         | スイス           | 1980年12月20日 |                                  | グリーンエッジ                       |
| ラース・バク                     | デンマーク       | 1980年1月16日  |                                  | ロット・ベリソル                     |
| マシュー・ブラマイアー           | イギリス         | 1985年6月7日   | アン・ポスト - ショーン・ケリー  | オメガ・ファーマ＝クイック・ステップ |
| マーク・カヴェンディッシュ       | イギリス         | 1985年5月21日  |                                  | チーム・スカイ                       |
| ヨーン・デーゲンコルプ           | ドイツ           | 1989年1月7日   | テュリンガー・エネルギー・チーム | アルゴス・シマノ                     |
| ベルンハルト・アイゼル           | オーストリア     | 1981年2月17日  |                                  | チーム・スカイ                       |
| カレブ・フェアリー               | アメリカ合衆国   | 1987年2月19日  |                                  |                                      |
| ヤン・ヘイセリンク               | ベルギー         | 1988年2月24日  |                                  |                                      |
| マシュー・ゴス                   | オーストラリア   | 1986年11月5日  |                                  | グリーンエッジ                       |
| ベルト・グラプシュ               | ドイツ           | 1975年6月19日  |                                  | オメガ・ファーマ＝クイック・ステップ |
| パトリック・グレチュ             | ドイツ           | 1987年4月17日  |                                  | 1T4I                                 |
| リー・ハワード                   | オーストラリア   | 1989年10月18日 |                                  | グリーンエッジ                       |
| クレイグ・ルイス                 | アメリカ合衆国   | 1985年10月1日  |                                  |                                      |
| トニー・マルティン               | ドイツ           | 1985年4月23日  |                                  | オメガ・ファーマ＝クイック・ステップ |
| ダニー・ペイト                   | アメリカ合衆国   | 1979年3月24日  | ガーミン・トランジションズ       |                                      |
| マルコ・ピノッティ               | イタリア         | 1976年2月25日  |                                  | BMC                                  |
| フランティシェク・ラボニ         | チェコ           | 1983年9月26日  |                                  | オメガ・ファーマ＝クイック・ステップ |
| マーク・レンショー               | オーストラリア   | 1982年10月22日 |                                  | ラボバンク                           |
| ヘイデン・ルールストン           | ニュージーランド | 1981年1月10日  |                                  |                                      |
| カンスタンツィン・シウツォウ     | ベラルーシ       | 1982年8月9日   |                                  |                                      |
| ガティス・スムクリス             | ラトビア         | 1987年4月15日  |                                  |                                      |
| ティージェイ・ヴァン・ガーデレン | アメリカ合衆国   | 1988年8月12日  |                                  | BMC・レーシングチーム                |
| マルティン・ヴェリトス           | スロバキア       | 1985年2月21日  |                                  | オメガ・ファーマ＝クイック・ステップ |
| ペーター・ヴェリトス             | スロバキア       | 1985年2月21日  |                                  | オメガ・ファーマ＝クイック・ステップ |